# Joy (film, 2015)
Joy är en amerikansk biografisk dramakomedifilm från 2015, skriven och regisserad av David O. Russell och med Jennifer Lawrence, Robert DeNiro och Bradley Cooper i rollerna. Filmen handlar om en kämpande ensamstående mor till tre barn, Joy Mangano (spelad av Lawrence), som uppfann Miracle Mop och är ordförande i Ingenious Designs. Filmen hade premiär den 13 december 2015 i USA och den 25 december i Sverige.

## Rollista i urval
- Jennifer Lawrence – Joy Mangano
- Isabella Cramp – Joy som ung
- Robert De Niro – Rudy Mangano, Joys far
- Bradley Cooper – Neil Walker
- Édgar Ramírez – Tony Miranne, Joys före detta make
- Diane Ladd – Mimi, Joys farmor/mormor
- Virginia Madsen – Terry, Joys mor
- Isabella Rossellini – Trudy, Joys  fars flickvän
- Elisabeth Röhm – Peggy, Joys syster
- Dascha Polanco – Jackie, Joys bästa vän
- Melissa Rivers – Joan Rivers
- Maurice Benard – Jared